# ان‌جی‌سی ۳۶۰
ان‌جی‌سی ۳۶۰ (انگلیسی: NGC 360) نام یک کهکشان مارپیچی در صورت فلکی توکان است.